# 2940 Bacon
För andra betydelser, se Bacon (olika betydelser).
2940 Bacon eller 3042 P-L är en asteroid i huvudbältet som upptäcktes den 24 september 1960 av den nederländsk-amerikanske astronomen Tom Gehrels och det nederländska astronomparet Ingrid van Houten-Groeneveld och Cornelis Johannes van Houten vid Palomarobservatoriet. Den är uppkallad efter Francis Bacon.
Asteroiden har en diameter på ungefär 8 kilometer och den tillhör asteroidgruppen Dora.